# Bonningastins
De Bonnigastins (later: Harinxmastins) een voormalige stins in Loënga.
Het gebouw komt voor het eerst in de boeken voor in 1490, wanneer Low Broers Bonninga hier gaat wonen. De belangrijkste stins van de familie Bonninga stond echter in Oppenhuizen. Hierna kwam het pand in handen van zijn dochter Ath Bonninga. In 1511 werd Sirick Harinxma, de man van Ath Bonninga, genoemd als eigenaar. In 1622 werd de stins weergegeven op een kaart van Winsemius, die aangeeft dat de stins vlak bij de kerk van Loënga lag. In 1664 is er geen sprake meer van een stins op deze locatie, maar wordt gesproken over een boerderij. 